# Aalborg Håndbold
AaB Håndbold, (pełna nazwa: Aalborg Boldspilklub A/SS) – męski klub piłki ręcznej z Danii, powstały w 2000 roku z bazą w Aalborgu.

## Sukcesy
- Mistrzostwo Danii:
  - 1. miejsce – 2010, 2013, 2017, 2019, 2020, 2021, 2024
  - 2. miejsce – 2014, 2022, 2023
  - 3. miejsce – 2004

## Kadra w sezonie 2021/2022
| Bramkarze - 1. Simon Gade - 16. Mikael Aggefors Rozgrywający - 7. Felix Claar - 9. Sebastian Henneberg - 11. Lukas Sandell - 13. Nikolaj Læsø - 15. Andreas Holst Jensen - 21. Henrik Møllgaard - ? Martin Larsen - ? Aron Pálmarsson | Skrzydłowi - 3. Jonas Samuelsson - 6. Sebastian Barthold - 23. Buster Juul - ? Kristian Bjørnsen Obrotowi - 2. Benjamin Jakobsen - 22. René Antonsen - ? Jesper Nielsen |